# 136 اوستريا
136 اوستريا 136 Austria كويكب بقطر 90 يتخذ مداراً حول الشمس، 136 اوستريا كويكب في حزام الكويكبات وقد تم اكتشافه من قبل الفلكي النمساوي يوهان بليسا في 18 مارس عام 1874, وكان أول كويكب يكتشفة تم هذا الاكتشاف باستخدام مقراب أنكساري صغير ستة-بوصة في مرصد مدينة بولا. 136 اوستريا كويكب من النوع أم بناء على طيفه وهي ذات بياض متوسط يتراوح بين 0.1-0.2 , بعضها يتكون أساساً من النيكل والحديد، اقترح بعض العلماء انة قد يكون كويكب من النوع أس أو (S-type).

## اقرأ أيضا
- حزام الكويكبات
- عائلة كورونيس
- كويكب من النوع أس
- كورونيس 158
- اوردا 167
- 263 درسدا
- 277 الفيرا

## وصلات خارجية
- 136 اوستريا في قاعدة بيانات مختبر الدفع النفاث لأجرام النظام الشمسي الصغيرة

- الاكتشاف · مخطط المدار ·  العناصر المدارية · المعلمات المادية